# Contacte sanguinari 2
Contacte sanguinari 2 (títol original: Bloodsport II: The Next Kumite) és una pel·lícula estatunidenca dirigida per Alan Mehrez, estrenada directament en vídeo l'any 1996. Ha estat doblada al català.

## Argument
Després que el lladre Alex Cardo (Daniel Bernhardt) és detingut en flagrant delicte a Àsia oriental a punt de robar un sabre sagrat, es troba empresonat i colpejat. Un dels guàrdies, Demon (Ong Soo Han), un militar particularment sàdic, el tortura cada vegada que en té l'oportunitat perquè sembla tenir un problema personal amb els americans. Alex troba un amic i un mentor a la presó, Mestre Sun (James Hong), que li ensenya un estil de combat superior anomenat "Mà de ferro". Demon rep llavors una invitació per participar en un torneig que es diu el Kumité. Mestre Sun i Alex necessiten trobar un mitjà de deixar prendre part igualment a Alex.
Més tard, Alex és alliberat de la presó i promet a Mestre Sun participar en el Kumité i impedir que Demon no en surti vencedor. Un cop a Hong Kong, Alex troba Jackson, un habituat del Kumité, que l'ajuda a inscriure's recuperant una invitació d'un combatent que no sembla prou dotat per aquest gènere de combat. Però tot queda a fer, perquè durant el torneig Alex s'assabenta que un dels seus vells amics ha tornat a la presó i que Demon està disposat a tot pel treure'l de nou, fins i tot per acabar amb ell per sempre.

## Repartiment
- Daniel Bernhardt: Alex Cardo
- Pat Morita: David Leung
- Donald Gibb: Ray 'Tiny' Jackson
- James Hong: Sun

## Al voltant de la pel·lícula
- Al principi havia de tractar-se d'una continuació de les aventures de Franck Dux posant el seu títol de campió en joc, però Jean-Claude Van Damme va rebutjar fer de nou el paper després dels problemes trobats en la primera part i així Daniel Bernhardt va haver escollit per aquest film, però amb un paper diferent.
- S'hi troba algun passatge semblant al del primer film, per exemple la dificultat d'Alex de vèncer el seu adversari en semi-final, la mort d'un combatent a mans del dolent de la història, així com la rèplica donada pel dolent al final de la semi-final, Chong Lee diu: Tu ets el proïsme, Demon li diu: Tu i jo, i aviat, només jo.
- Donald Gibb torna a fer el seu paper de Jackson per segona vegada, no com a combatent sinó com a entrenador dels combatents.[3]
- Es troba un enllaç entre Franck Dux i Alex Cardo. Tots dos són lladres, però Franck ha tingut la seva sort sent adolescent mentre que Alex era ja adult. Reben no obstant això tots dos l'ensenyament d'un gran mestre.
- El personatge de Alex Cardo va ser tan convincent que hi va tornat en dos capítols següents.
- Pat Morita és conegut per haver interpretat el Mestre Miyagi a la trilogia Karate Kid de Ralph Macchio
- Al primer film, cap dona no participava en el Kumité, mentre que en aquest segon una dona ha estat convidada, però a la tercera part, el torneig quedarà exclusivament reservat als homes.
- El rodatge s'ha desenrotllat a Hong Kong.